# Kalo-finski romski jezik
Kalo-finski romski jezik (Fíntika Rómma, u vlastitom jeziku kaalengo tšimb; ISO 639-3: rmf), jedan od romskih jezika, centralna indoarijska skupina, kojim govori preko 11 000 ljudi na zapadu i jugu Finske i u Švedskoj. U švedskoj svega 1 590 govornika (2000), u Finskoj 10 000 (2001 popis). Porijeklom su iz Škotske.
Jedan je od 7 individualnih jezika romskog makrojezika [rom].

## Vanjske poveznice
- Romani, Kalo Finnish (14th)
- Romani, Kalo Finnish (15th)